# Anna Starobinets
Anna Alfredovna Starobinets (en cyrillique Анна Старобинец ; en russe : Анна Альфредовна Старобинец), née le 25 octobre 1978 à Moscou, est une journaliste et écrivaine russe, autrice de romans et de nouvelles qui lui ont valu le qualificatif de « reine russe de l’horreur ».

## Biographie

### Enfance et formation
Anna Starobinets naît le 25 octobre 1978 à Moscou,,. 
Elle suit des études de lettres à l’Université de Moscou.

### Carrière
Après ses études, elle exerce différentes professions : « J’ai été serveuse, raconte-t-elle, mais pas très longtemps. J’ai aussi travaillé comme colleuse de petites annonces, puis comme interprète, et aussi bizarre que cela soit, dans une église ». 
Elle finit néanmoins par s’établir dans le journalisme, écrivant pour différents titres dont Vremia Novostei (ru), Gazeta.ru, Argumenty i fakty, Expert (ru), Goudok ou, plus récemment, Russky reporter (ru).
À partir de 2005, Anna Starobinets entame sa carrière littéraire avec Je suis la reine, un recueil de nouvelles appartenant au genre littéraire de l'horreur et se déroulant dans les rues de Moscou ainsi que dans divers mondes parallèles effrayants. Les droits de ce premier recueil sont achetés par le cinéma : l’un de ses récits aurait même été préempté par Fiodor Bondartchouk. Je suis la reine est également finaliste pour le prix national du bestseller de Russie. Il est nommé en tant que manuscrit, avant même sa publication.
Puis, en tant que mère de deux enfants, elle se penche sur la littérature jeunesse, estimant qu'il y a un manque de lectures pour enfants de bonne qualité, qui engagent à la fois les enfants et les parents.
En 2015, Catlantis (titre de la version anglaise) est son premier livre pour enfants à être traduit en anglais et est répertorié dans la liste des « Meilleurs livres de Noël pour enfants » de The Telegraph. Il est décrit par The Guardian comme « une aventure folle et très originale ».
En 2021 et 2022, elle est sélectionnée pour le prestigieux prix suédois, le Prix commémoratif Astrid-Lindgren.

### Vie privée
Anna Starobinets se marie à l’écrivain Alexandre Garros, auteur de thriller coécrit avec Alexeï Evdokimov. Ils ont une fille. Alexandre Garros décède en 2017, engendrant chez l'autrice le « blocage de l'écrivain » pendant 18 mois. Elle a également un deuxième enfant.
Elle habite toujours à Moscou.

## Ses œuvres
- 2005 : Переходный возраст, recueil d’Histoires inquiétantes, traduit en français sous le titre Je suis la reine, où Anna Starobinets interroge les mystères que recèle une enveloppe corporelle. Ce titre renvoie au texte principal du recueil, l’histoire d’un garçon qui devient progressivement si gras et si répugnant qu’il dégoûte jusqu’à sa propre mère. Dans Les Règles, autre nouvelle du recueil, une voix silencieuse dicte à un gamin des règles auxquelles il doit se soumettre avant que cela ne concerne aussi son entourage. Ce recueil a valu à Anna Starobinets d’être nommée pour le Prix du Bestseller national 2005[12].
- 2006 : Убежище 3/9 (Le Refuge 3/9), roman à mi chemin entre le thriller et le conte traditionnel, qualifié parfois de thriller métaphysique. Le roman présente plusieurs intrigues en apparence disjointes, qui finissent par converger : on y voit une femme russe en voyage professionnel à Paris, qui s’y transforme en un clochard mourant de pneumonie. Parallèlement, un petit garçon est capturé par une sorte de mort vivant en faisant un tour de train fantôme. Celui-ci l’emmène dans une forêt profonde, chez Baba Yaga. Enfin, on découvre une femme enceinte à qui l’on fait la prédiction curieuse que son enfant s’appellera Ivan et qu’il sauvera ses proches. Dans L’Asile 3/9, la réalité banale prend l’allure d’une hallucination absurde, tandis que le fantastique d’inspiration folklorique a quelque chose d’affreusement réel. Ce recueil a valu à Anna Starobinets d’être nommée pour le Prix du Bestseller national 2006[13].
- 2008 : Резкое похолодание (La Recrudescence du froid), recueil de cinq récits où Anna Starobinets fait encore une fois intervenir des êtres surnaturels en apparence sortis du conte merveilleux : lutins, fantômes, fées…, mais en leur donnant une tonalité résolument moderne. Les situations angoissantes naissent de contextes contemporains – le métro, la Moscou d’aujourd’hui, la frénésie de Noël… – et de psychismes déréglés, dévorés par la haine.
- 2009 : Страна хороших девочек (Le Pays des petites filles sages), histoire pour enfants. Polia Pétrova, une fillette un peu désobéissante, ne cesse de causer des désagréments à son entourage. Au soir du Nouvel An, ses parents émettent le vœu d’une enfant docile et sont exaucés. Polia se voit reléguée dans le Pays de petites filles sages… Une fois encore, Anna Starobinets s’attache à l’enfance, et fait du fantastique le révélateur d’une perversion de notre monde.
- 2010 : Первый отряд. Истина (Première brigade. La Vérité) Suite (et non novellisation) d’un dessin animé russo-japonais du même titre. Nika, 17 ans, sait que les événements racontés dans Première brigade, un film sur la seconde guerre mondiale et les exploits des pionniers sont en fait un message codé. En parvenant à le déchiffrer, elle sauvera la terre de la troisième guerre mondiale et empêchera une catastrophe dans le monde des Morts.
- 2011 : Живущий (Le Vivant), roman dystopique. Dans cet univers, l’humanité forme une entité unique et stable de trois milliards d’individus connectés en permanence et régis par leur « code d’incarnation » qui détermine leur existence. Or dans ce monde a priori maîtrisé naît un homme sans code, que le système va devoir gérer. Ce roman a figuré dans la liste des finalistes du Prix du Bestseller national 2012[13], a reçu le Prix Portal du meilleur roman en 2012[14] et a obtenu le grand prix des Utopiales 2016 (pour sa traduction française, Le Vivant).
- 2011 : Котлантида (Chatlandide), conte pour enfants qui reprend une partie des personnages (humains et animaux) du Pays des petites filles sages. Baguet, le chat des Pétrov est amoureux de Mourianna, une chatte de gouttière. Pour suivre une prédiction de son arrière-arrière-grand-mère, qui semble faire de lui le sauveur de la race féline et conserver l’amour de sa bien aimée, il entreprend un voyage dans le temps, jusqu’à l’antique Chatlantide, dont les habitants ont jadis égaré la fleur qui leur donnait neuf vies.

## Traductions
L’œuvre d’Anna Starobinets est désormais traduite en de nombreuses langues. « La traduction est primordiale pour qu’une œuvre soit comprise, a-t-elle déclaré. Mais de même qu’en avion, vous êtes contraints de vous en remettre au pilote, un auteur est obligé de faire confiance au traducteur. » Parmi ses traductions en français :
- Je suis la reine, 2013, Mirobole éditions, 2015, édition de poche Folio SF, traduit en français par Raphaëlle Pache
- Le Vivant, 2015, Mirobole éditions, traduit en français par Raphaëlle Pache
- Refuge 3/9, 2016, Agullo Editions, traduit en français par Raphaëlle Pache - Prix Imaginales roman étranger 2017

## Regards sur l’œuvre
Dès la parution de Je suis la reine, les critiques ont fait d’Anna Starobinets la « reine russe de l’horreur » et l’ont rapprochée de Stephen King ou Philip K. Dick,. Pourtant, celle-ci semble plutôt sceptique concernant ces rapprochements : « Je ne pense pas qu’un véritable écrivain, quel qu’il soit, puisse être défini par le genre dans lequel il travaille ou par un autre écrivain. Je ne suis pas Stephen King, Philip K. Dick, Gogol ou tout autre écrivain auquel on m’a comparée. » Et elle explique : « Je n’ai pas choisi consciemment le genre de l’horreur, au sens où je ne me suis jamais assise à mon bureau en me demandant dans quel genre j’allais écrire. L’horreur, le mysticisme, le thriller surnaturel etc. m’ont juste intuitivement semblé une manière propice pour agencer pensées, sentiments, sensations et éventuellement peurs. ».
Parmi les thèmes de prédilection d’Anna Starobinets, on rencontrera ainsi le folklore russe : « La mythologie russe est intéressante et ne se limite pas, loin de là, aux contes sur Baba Yaga », déclare-t-elle. « J’ai essayé d’en extraire les personnages chthoniens, les antiques habitants de cette terre. ». Et l’intérêt d’Anna Starobinets pour le merveilleux se double d’une attention accrue accordée à l’enfance, parce que « les enfants vivent de facto à la frontière de deux mondes – le monde réel (tel que nous l’entendons) et le monde magique. Il est bien plus aisé pour un écrivain de placer un esprit impur dans cette no man’s zone que dans le monde rationnel des adultes. Et puis un enfant est une créature limite, incomplète, inachevée, comme l’étape d’une métamorphose. Or une créature en voie de transformation peut en soi être inquiétante. ».
Quant à son rôle de pionnière dans le genre de l’horreur en Russie, Anna Starobinets l’explique par l’évolution récente de la société russe. Si le genre n’a guère été exploité avant elle, c’est sans doute parce que « la demande en écrits horrifiques est liée bon an mal an à la formation d’une middle class. C’est en tout cas ce qu’on observe en Occident, ajoute-t-elle, alors qu’en Russie, l’horreur est encore un genre assez marginal. ».

## Prix et distinctions
- Prix européen Utopiales des pays de la Loire 2013 pour Le Vivant
- Prix Imaginales roman étranger 2017 pour Refuge 3/9
- Sélection pour le Prix commémoratif Astrid-Lindgren[10] 2021 et 2022